# Université Chūbu
L'université Chūbu (中部大学, Chūbu Daigaku) est située à Kasugai dans la préfecture d'Aichi au Japon. Elle est fondée en 1938 par Kohei Miura, ancien professeur à l'Université de technologie de Nagoya. Des cours de maîtrise sont ajoutés en 1971 et des cours de doctorat en 1973
L'école propose des cours dans de nombreuses disciplines à la fois dans les sciences humaines et les sciences.
L'université dispose d'un certain nombre d'affiliations avec des écoles étrangères dont l'Université Sains Malaysia (en), Université Longwood (États-Unis), l'Institut royal de technologie de Melbourne (Australie), l'Université de Newcastle (Australie), l'Université de l'Essex (Royaume-Uni), l'Université de l'Ohio (États-Unis), l'Université de Virginie-Occidentale (États-Unis), l'Université Wonkwang (Corée du Sud) et l'Institut de technologie de Harbin (Chine). En France c'est avec l'UNICAEN, l'Université de Caen qu'il y a un partenariat d'échange d'étudiants.

## Enseignants
- Jun Watanabe (1954-), architecte japonais, de 1996 à 2009.

## Source de la traduction
- (en) Cet article est partiellement ou en totalité issu de l’article de Wikipédia en anglais intitulé « Chubu University » (voir la liste des auteurs).